# 50-річчя Загальної декларації прав людини (монета)
«50-рі́ччя Зага́льної деклара́ції прав люди́ни» — ювілейна монета номіналом 2 гривні, випущена Національним банком України. Присвячена 50-річчю Загальної декларації прав людини. Декларацію «як завдання, до виконання якого мусять прагнути всі народи і всі держави», прийняла і проголосила Генеральна Асамблея ООН на своїй третій сесії, що відбулася у Парижі 10 грудня 1948 року. В підготовці проекту декларації брала участь Україна, яка була у складі Комісії ООН з прав людини.
Монету введено в обіг 24 грудня 1998 року. Вона належить до серії «Інші монети».

## Опис монети та характеристики
| Номінал грн. | Метал      | Маса, грам | Діаметр, мм. | Якість виготовлення | Гурт     | Тираж, штук |
| ------------ | ---------- | ---------- | ------------ | ------------------- | -------- | ----------- |
| 2            | нейзильбер | 12,8       | 31,0         | звичайна            | рифлений | 100 000     |

### Аверс

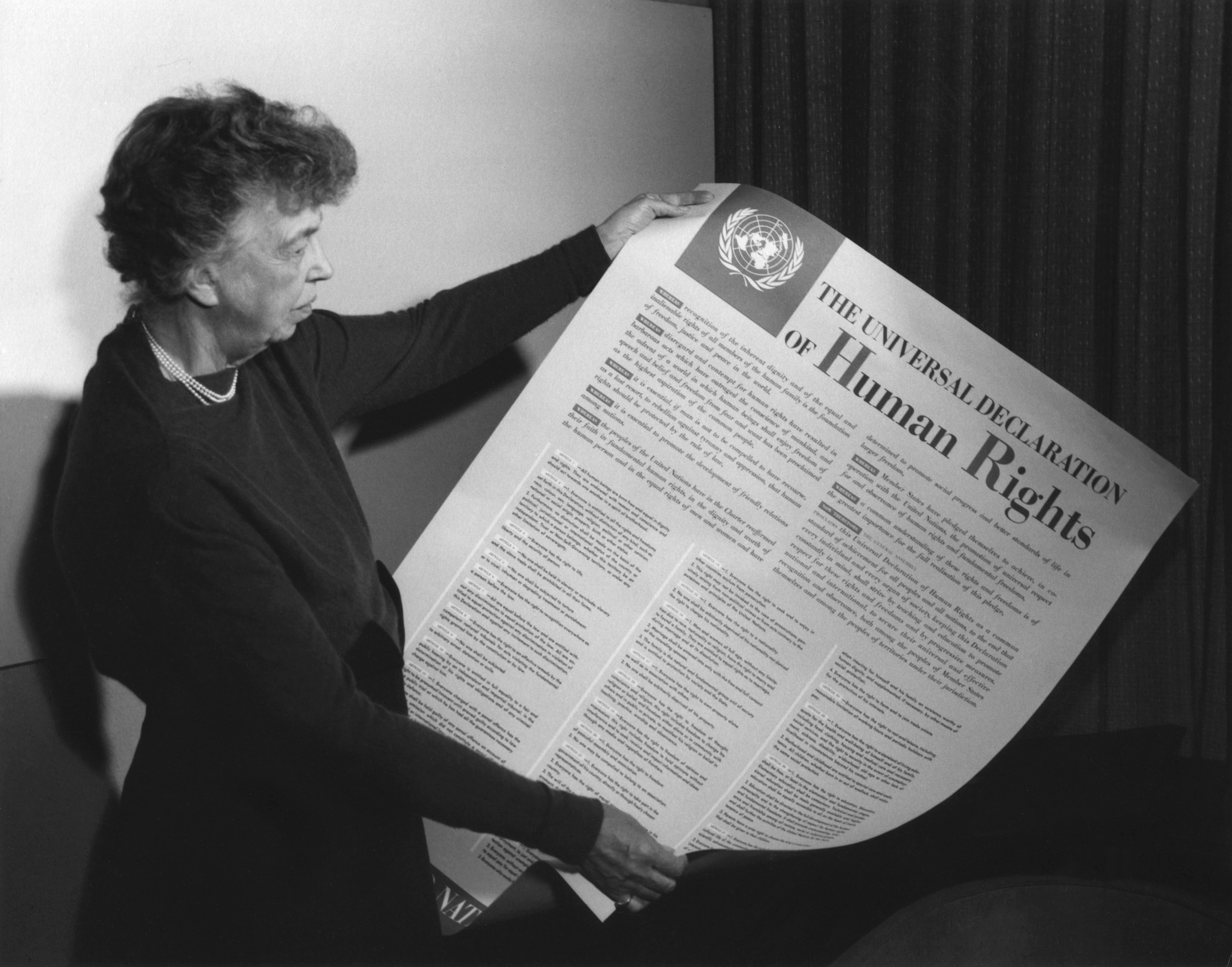
Очільник Редакційного комітету ООН Елеонора Рузвельт демонструє англомовну версію декларації прав людини, 1949 рік

На аверсі монети у центрі зображено малий Державний Герб України. Навколо зображення розміщені написи «УКРАЇНА», «1998», «2 ГРИВНІ».

### Реверс
На реверсі монети на тлі земної кулі зображено логотип 50-річчя Загальної декларацій прав людини. Навколо зображення розміщені написи, розділені двома крапками «ЗАГАЛЬНА ДЕКЛАРАЦІЯ ПРАВ ЛЮДИНИ» та «ВСІ ПРАВА ЛЮДИНИ ДЛЯ ВСІХ».

## Автори
- Художники: Домовицьких Наталя, Терьохіна Оксана[1].
- Скульптор — Атаманчук Володимир.

## Вартість монети
Під час введення монети в обіг 1998 року, Національний банк України розповсюджував монету за її номінальною вартістю — 2 гривні.
Фактична приблизна вартість монети, з роками змінювалася так:
| Рік        | 2005 | 2006 | 2007 | 2008 | 2009 | 2010 | 2011 | 2012 | 2013 | 2014 | 2015 | 2016 | 2017 | 2018 | 2019 | 2020 | 2021 | 2022 | 2023 | 2024 | 2025 |
| ---------- | ---- | ---- | ---- | ---- | ---- | ---- | ---- | ---- | ---- | ---- | ---- | ---- | ---- | ---- | ---- | ---- | ---- | ---- | ---- | ---- | ---- |
| Ціна, грн. | 40   | 50   | 60   | 80   | 90   | 90   | 95   | 110  | 110  | 90   | 90   | 100  | 115  | 100  | 100  | 110  | 110  | 110  | 150  | 340  | 310  |